# Branko Bubenik
Docent dr.sc.Branko Bubenik (Ivanić-Grad, 18. travnja 1940. - ), hrvatski filmski snimatelj i audiovizualni arhivist .

## Životopis
Rođen u kinu u Ivanić-Gradu od oca, majstora fotografije, Stanislava Bubenika i Marije rođ. Petek. Bratić Vladimira Peteka. Kao mlad, aktivan u Šahovskom klubu Ivanić-pionirski prvak kotara Čazma 1954., prvak Šahovskog kluba Ivanić, drugi u Hrvatskoj šahovskoj ligi (bio na turniru sa slavnim Bobby Fischerom itd.

## Obrazovanje
- Tehnička kemijska škola Zagrebu, 1960. godine
- Akademija za kazalište,film i TV u Zagrebu, 1974. filmski i tv snimatelj, prvi u Hrvatskoj diplomirao s eksperimentalnim filmom
- Magistrirao na CSBDIZ (Centar za studij bibliotekarstva,dokumentacije i informacijskih znanosti) u Zagrebu, 1984. godine, informacijske znanosti,rad o zaštiti AV dokumentacije televizije
- Doktorirao na Filozofskom fakultetu u Zagrebu, 1998. godine, područje informacijskih znanosti, disertacija o analogno/digitalnoj migraciji AV dokumentacije

## Profesionalni profil
Prvi doktor znanosti iz područja audiovizualnog arhiviranja u svijetu. Stručnjak za degradaciju izvornika, pionir hibridnih tehnologija arhiviranja i digitalizacije kulturne baštine.Suradnik mnogih uglednih organizacija koje se bave zaštitom filmske svjetske baštine.
Od 1961.godine na RTZ/HRT-u, prvo kao asistent Maria Fanellija, zatim kao kao filmski snimatelj-reporter, a od 1975.godine kao rukovoditelj radne jedinice INDOK (multimedijskog dokumentacijsko-informacijskog programskog servisa). Prvi sustavno organizirao zaštitu filma u JI Europi. Zahvaljujući njemu Arhiv HRT-a je među samo pet TV arhiva u svijetu tada dobio hladnu pohranu (1975.) te među prvima (1980.) započeo računalnu obradbu gradiva, imao vlastitu računalnu bazu podataka ARTIS, te bazu podataka za cirkulaciju TV vrpci i kaseta TV DOKVRPCE. 1985.godine formira i postaje rukovoditelj Radne jedinice INDOK, do mirovine 2005.godine. Prije svih TV arhiva u Europi 1992.godine uspješno prezentirao servis daljinske razmjene/prijenosa podataka iz baze Artis/Status/Isdoc sa suradnicima Stjepanom Nežićem te Marijom Missoni, tadašnjim djelatnicima ERC-a (informatika). Objavio preko 200 stručnih i znanstvenih radova o zaštiti AV dokumentacije televizije. Od 2001. do umirovljenja 2005. je radio na projektima digitalizacije filmske baštine HRT-a, te uvođenja sustava za upravljanje dokumentima Meridio. Kao dopredsjednik "Društva za zaštitu i razvoj baštine" od 2010. – 2015.radio na projektima zaštite AV dokumenata u RH. Konzultant i suradnik u raznim informatičkim tvrtkama diljem svijeta.
Njegov rad koji sadrži preporuke za čuvanje filma danas je standard koji preporučuje FIAT/IFTA i UNESCO.

## Ostalo
- Član International Advisory Committee Memory of the world UNESCO komisije
- Potpredsjednik International Federation of Television Archives.
- Predsjednik komisije za stručno obrazovanje AV arhivista FIAT/IFTA
- Kino-klub Zagreb, predsjednik, obrazovanje kino-amatera
- Republički savjet za informatiku
- Centar za usmjereno obrazovanje u kulturi u Zagrebu, TV i film, predavač na više stručnih predmeta
- Predavač na Filozofskom fakultetu u Zagrebu, na odsjeku Informatologije, te na Hrvatskim studijima na studiju Komunikologije, na nastavnim predmetima Medijska tehnika, Novinarska dokumentacija te Multimedijalna i digitalna arhiva
- Predsjednik Kino saveza Hrvatske
- Predsjednik Kino saveza Jugoslavije SOAFJ
- Komisija za povrat filmske baštine
- Unica organizacijski odbor
- potpredsjednik i član Izvršnog odbora (EC)  IFTE (International Federation TV Archives)
- voditelj i organizator TV regionalnih TV arhiva u CIRCOM REGIONAL, udruzi 270 regionalnih tv postaja Europe
- COPEAM, udruženje televizija Mediterana, predsjednik odbora za suradnju TV arhiva
- EBU,Geneve, suradnik za stručne seminare za tv arhiviste na Balkanu
- P-Store grupa za izradu novih preporuka za dugoročno čuvanje arhivskih filmskih dokumenata na televiziji

Počasni je građanin grada Dubrovnika. Živi u Zagrebu sa suprugom Vesnom Bubenik (rođ. Filipović), magistrom medicinske biokemije. Otac je dvije kćeri, Tajane Prpić (1972.) i Lane Bubenik (1976.).

## Nagrade i priznanja
- 30 godina TV Zagreb, kristalna elipsa (1986.)
- Nagrada Narodne tehnike Hrvatske (Sabora),(1987.)
- Nagrada Narodne tehnike Zagreba (1990.)
- Nagrada "Boris Kidrić", Narodne tehnike Jugoslavije (1990.)
- FIAT/IFTA award (2006.) za stručno obrazovanje AV arhivista u zemljama u razvoju
- Listina-povelja Pokrajinskog arhiva Maribor (2009.)
- Povelja Društva za zaštitu i razvoj baštine (2012.)

## Filmografija
- 1960. "Frajerska balada", prvi amaterski igrani film
- 1962. "Iz arhiva seoskog fotografa", hommage ocu Stanislavu Bubeniku, poznatom fotografu
- 1962. "Eliksir", "Svemir", "Etida", "Tavan", "Tajana", "Uspomene dobro odgojene noge", s Ivo Lukas, "Aprilili", s Tom Kobia, "Ona", prvi amaterski film za Tomislava Radića (Žiro)
- 1969.Ponude pod broj, za Petra Krelju, prvi film u hrvatskoj kinematografiji koji je snimljen na 16 mm negativ, nakon razvijanja "napuhan" tj. kopiran na 35 mm film
- 1974. "Metamorfoze", multivizija, multidinamička filmska projekcija, prvi eksperimentalni diplomski film na Akademiji dramskih i filmskih umjetnosti
- 1976. "Mars", za [| Melitu Matulić]

## Dokumentarni filmovi
- 1961. "Pet put kad bi se dogodilo"
- 1961. "Osječka komuna"
- 1962. "Lov na medvjede u Bosni"
- Prve helikopterske snimke grada Zagreba
- Tanker Rudo u Latakiji, dokumentarni film
- 1963. "Potres u Skopju", RTZ je snimila prve snimke, samo 45 minuta nakon potresa; Veljko Bulajić je uvrstio mnoge kadrove ovih snimki u svoj film, bez priznanja autorstva; "Kroz Jugoslaviju"
- 1964. "Devetorica i jedan"
- 1966. "Mali svijet"
- 1968. "Pogledajte moje Lastovo"
- 1969. "Mediteranska poljoprivreda", "Zagreb i njegov promet", "Izlaganje Milutina Balića"
- 1970. PZ BARANJKA, PZ PITOMAČA, KOKA, zadrugarstvo,stočarstvo,peradardstvo
- 1971. Hrvatsko proljeće, studentske demonstracije
- 1971. GK SKH, Isključenje Đodana i Veselice; Tito u Prvomajskoj; Tito u Podravci; "Prisutni događajima"
- 1972. "Kolos s Jadrana", kršenje broda Berge Istra; "Iz života puha"
- 1972. "Kina", prvi ulazak strane TV ekipe (RTZ) u Zabranjeni grad
- 1973. "Jutro s građevinarima"
- 1974. Otvorenje spomen doma u Kumrovcu; "Haludovo naftovod"
- 1975. "Zagreb grad heroj"
- 1991. "Arhiv ORF-a"

Popis je nepotpun, jer su neka djela u međuvremenu izgubljena.

## Vanjske poveznice
- [ Arhivirana inačica izvorne stranice od 14. veljače 2021. (Wayback Machine)]
- [ Arhivirana inačica izvorne stranice od 4. ožujka 2016. (Wayback Machine)]